# Afrob
Afrob (de son vrai nom Robert Zemichiel ; né le 1er août 1977 à Venise, en Italie), est un rappeur allemand.

## Biographie

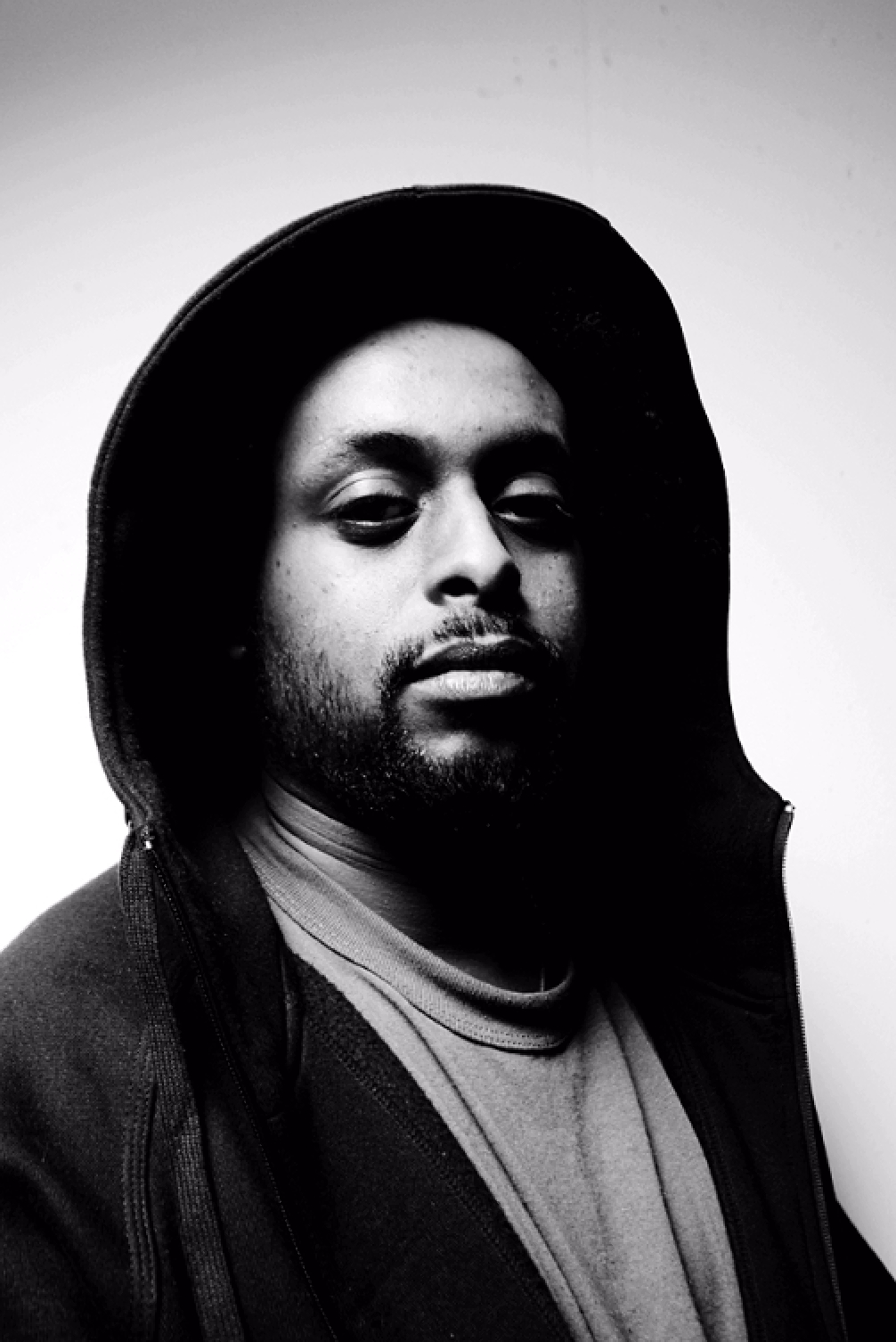
Afrob, 2005.

Les parents de Robert Zemichiel sont originaires d'Érythrée. En 1977, sa mère se réfugie d'abord en Italie, où il est né. Lorsqu'il avait trois mois, la famille déménage en Allemagne, où son père se trouvait déjà. Il a grandi à Braunschweig, Karlsruhe et Stuttgart, où il commence sa carrière de musicien Afrob. En 1994, il commence sa carrière dans le rap en tant qu'artiste de featuring pour des crews amis, comme Massiven Töne, Freundeskreis (FK) et le groupe berlinois Spezializtz. Afrob poursuit son parcours musical au sein du posse de Stuttgart Die Kolchose, FK Allstars (avec, entre autres, Michael Hearter), et FK. avec entre autres Max Herre, Joy Denalane, Gentleman et Sékou) et au sein des Brothers Keepers. Il est également lié par une amitié avec le musicien de rap Samy Deluxe, aux albums solo duquel il a participé et avec lequel il a également fondé le projet ASD.
En 1999, Afrob sort son premier album solo Rolle mit Hip Hop sur le label Four Music. L'album atteint la 13e place dans les charts allemands. Il est accompagné du single Reimemonster avec Ferris MC. Pour cet album, Afrob collabore avec de nombreux musiciens de Stuttgart (par exemple Wasi, DJ Friction et Max Herre). En mai 1999, Afrob était en tournée avec ses collègues du label Freundeskreis et en automne 1999, il fait une tournée dans toute l'Allemagne avec les Fantastischen Vier. Fin 1999, il rappe avec Flavor Flav de Public Enemy et MC Rene la chanson 1, 2, 3, ... Rhymes Galore sur le single de DJ Tomekk et Grandmaster Flash, qui se place à la sixième place des charts allemands. Deux ans plus tard, son deuxième album Made in Germany, qu'Afrob considère encore aujourd'hui comme son meilleur album, sort chez Four Music. Made in Germany est nettement plus rap politique que Rolle. Cette fois encore, le rappeur collabore avec des artistes de renom tels que Ferris MC, Joy Denalane et Gentleman.
En 2008, il produit avec la rappeuse Brixx la nouvelle chanson-titre de la série de RTL Alarm für Cobra 11 - Die Autobahnpolizei, et quitte le label Four Music pour fonder son propre label appelé G-Lette Music. La même année, Afrob commence à travailler sur son nouvel album Der Letzte seiner Art, qui est finalement sorti le 4 septembre 2009. Après une pause créative un peu plus longue, Afrob est entendu pour la première fois sur la chanson de Sido 30-11-80. Le cinquième album solo, Push, sort le 30 mai 2014.
Le 3 juillet 2015, Afrob sort avec Samy Deluxe le deuxième album d'ASD après douze ans, intitulé Blockbasta. Son sixième album studio, Mutterschiff, suit le 23 septembre 2016. En 2017, Afrob a sorti son premier album live acoustique, Beats, Rhymes and Mr. Scardanelli. Pour diverses chansons de l'album, Urban Tree Media a produit des vidéos de sessions live et un mini-documentaire au Red Bull Music Studio à Berlin. En 2019, Afrob sort son septième album solo, Abschied von Gestern. Afrob y parle de sa carrière dans le hip-hop et des personnes de la communauté hip-hop qu'il a rencontrées et qui l'ont inspiré. Dans la chanson Flüchtling4Life, Afrob parle également de la xénophobie et du racisme dont il a été victime en Allemagne.
Afrob est actif sur les médias sociaux tels que Facebook, Instagram et Twitter. Le 21 avril 2020, Afrob fait un showcase en ligne avec DJ Derezon pour United We Stream en soutien à la scène club de Hambourg, qui était à l'époque fermée par les autorités en raison de la pandémie de Covid-19. Le 16 juin 2023, il sort son huitième album solo, intitulé König ohne Land.
Afrob est un supporter de longue date du VfB Stuttgart.

## Discographie

### Albums studio
- 1999 : Rolle Mit Hip Hop
- 2001 : Made In Germany
- 2003 : Wer Hätte Das Gedacht?
- 2005 : Hammer
- 2009 : Der Letzte seiner Art
- 2014 : Push
- 2016 : Mutterschiff
- 2019 : Abschied von gestern
- 2023 : König ohne Land

### Singles
- 1999 : Reimemonster (featuring Ferris MC)
- 1999 : Einfach (featuring Skills en Masse)
- 2001 : Made in Germany
- 2001 : Öffne Die Augen (featuring D-Flame)
- 2003 : Sneak Preview
- 2003 : From Street to the Crowd
- 2003 : Hey Du (Nimm Dir Zeit)
- 2005 : Wollt Ihr Wissen
- 2005 : Es Geht Hoch (featuring Lisi)
- 2006 : Zähl Mein Geld

## Filmographie
- 2007 : Leroy
- 2009 : Kopf oder Zahl

## Publications
- (de) Wo ist der Lick?: Rede an die Musik, Literaturbüro Ostwestfalen-Lippe, 2021 (ISBN 978-3-946156-18-5).